# アンジー (ピアニスト)
アンジー（1997年〈平成9年〉7月9日‐）は日本のピアニスト、ピアノスクールPIANART代表、YouTuber。

## 来歴
1997年、奈良県奈良市生まれ。大阪星光学院高等学校卒業、中央大学中退。大学在学中に、ピアノスクールPIANARTを開校する。また、2019年12月3日よりYouTubeで動画投稿を開始する。2022年9月にチャンネル登録者数10万人を突破し、2023年3月には登録者数が20万人を突破した。現在では、ピアニストとしてコンサートやイベントに多数出演している。他方で、小説家になるという夢を持っており、安斉 弘毅の名で執筆活動も行っている。

## 人物
身長178cm、血液型B型。
ピアノを習い始めたのは小学校4年生のときで、母に連れられてピアノ教室に通うようになる。最初は乗り気ではなかったが、半年ほど経った頃にYouTubeで耳にしたショパンの「幻想即興曲」に衝撃を受けたことで、本格的にピアノにのめり込むようになる。
大学3年の時にYouTubeチャンネル「あんざいPIANO」を開設し、後に現在の「アンジー」にチャンネル名を改名する。
2020年には、初めて再生回数が100万回を突破した動画が朝の情報番組「スッキリ！」に取り上げられる。本人は一番おすすめの動画であると語っている。

### YouTube
- シューベルトの「魔王」をよく弾く動画スタイルから「魔王系YouTuber」を自称している。
- 最初はストリートピアノを弾く動画を投稿していたが、再生回数が伸び悩んだため、ショート動画をメインとするスタイルに転換。その後、動画内でシューベルトの「魔王」を多用するスタイルが反響を呼び登録者数が急増している。
- YouTubeを始めたきっかけは、小説家を目指して執筆活動を続けていたが、小説家として売れるためには有名になることが必要だと考たため[1]。また大学時代の親友がYouTubeを始めたことも大きなきっかけとなっている[1]。
- YouTubeチャンネルでは、「天才小学生と魔王を連弾してみた」や「魔王中毒者」シリーズなどシューベルトの「魔王」をネタにしたショート動画が多く投稿されている。また「難しそうで簡単な曲」、「ピアノを始めて1年目」などのシリーズでも「魔王」を演奏している。
- 「魔王」を弾き始めた理由は、TikTokで「魔王」を弾いてくださいというリクエストが定期的に来ていたため[8]。そして「魔王」を弾き続ける理由は、①オチとして面白い②アンジーの代名詞が欲しい③知名度を上げたい、の3つである[8]。また、ピアノスクールを大きくしてたくさんの人にピアノを届けることに生きがいを感じており、まず知名度を上げて親しみを覚えてもらうために、魔王を弾き続けているとも語っている[8]。
- 2023年1月には「一定期間の休養が必要」として動画をいったん全削除し活動休止[9]。約1か月後に活動を再開した。
- PIANARTを日本一のピアノスクールにしたいとの思いから、26歳の節目となる7月9日をもって「魔王」シリーズなどのコント動画に一旦区切りをつけ、完結させている。現在はPIANARTをもっと知ってもらい届けるための活動に集中している[10]。

### PIANART代表として
大学在学中に「生徒様に心から寄り添う」をコンセプトに掲げたピアノスクールPIANARTを開校。主に、ピアノをこれから始めようと思っている方、初心者の方、ブランクがあって久しぶりに始めてみようという方などを対象とし、自身も全国各地に出向いてレッスンを行いピアノの楽しさを伝えている。

## 出演
テレビ
- スッキリ（日本テレビ）-VTR出演[11]

雑誌
- 月刊ショパン　2021年5月号（2021年4月16日発売、株式会社ハンナ）
- 月刊ピアノ 　2022年7月号（2022年6月20日発売、ヤマハミュージックエンタテイメントホールディングス）

## コンサート・イベント
- アンジーとゆきにがお届けする～洋楽ピアノ珠玉のアレンジ～（2021年1月23日、かふぇ＆ほーるwith遊）[12]
- Marunouchi Art Piano Concert～YouTuber SPECIAL!～ Vol.2（2021年5月11日、丸ビル・5Fテラス）[13]
- WAPP〜West Area Piano Party〜（2021年9月25日、新宿グラムシュタイン）
- 【 WAPP! 】 West Area Piano Party! ~ 2nd season ~（2022年1月9日、Always梅田）[14]
- ピアノEXPO 2022 in 万博記念公園駅 ～大阪モノレール＆ストリートピアノYouTuber FES～（2022年5月14日、 万博記念公園駅構内）[15]
- ASTY静岡　ミニコンサート（2022年11月25日、ASTY静岡）[11]
- STREET PIANO!!! in Yaesu & STREET LIVE（2022年12月24日、東京ミッドタウン八重洲 地下1階　店舗「TASU⁺」前）[16]